# チュオン・チン
チュオン・チン（長 征、ベトナム語：Trường Chinh / 長征、1907年2月9日〈成泰18年12月27日〉 - 1988年9月30日）は、ベトナムの政治家。ベトナム共産党の理論家であり、ベトナム共産党書記長を務めた。また、ベトナム社会主義共和国国会議長や国家評議会議長（国家元首に相当）などの要職を歴任した。

## 生涯
1907年、ベトナム北部のナムディン省の知識人一族に生まれる。本名はダン・スアン・ク（Đặng Xuân Khu、漢字：鄧春區）。1927年、ベトナム青年革命同志会に参加。ハノイのインドシナ大学高等商業学校に学んだが、学生運動に参加して退学となる。1930年にホー・チ・ミンらによって組織されたベトナム共産党（まもなくインドシナ共産党と改称）に初期より加わった。しかし、同年12月に逮捕され、1936年に釈放された。
1940年の第7回中央委員会総会で党中央常務委員に選出。翌1941年5月の第8回中央委員会総会において党書記長に選出され、ホー・チ・ミンに次ぐ地位を占めるようになり、またこの時期より中国共産党の毛沢東に心酔して自らの呼称も「長征」を意味する「チュオン・チン」とした。1945年8月の日本降伏によって第二次世界大戦が終戦を迎えると、ホー・チ・ミンを指導者とするベトナム八月革命が勃発、同年9月2日、ベトナム民主共和国（北ベトナム）が建国された。11月、インドシナ共産党はベトナム独立同盟会（ベトミン）に合流するために解散。ただし、共産党組織は実質的に温存されたため、チュオン・チンはその責任者としてベトミンの指導者の一人に位置づけられた。第一次インドシナ戦争で軍を率いた。1951年、ベトミンに合流していた共産党組織が再建されベトナム労働党に再編されると、ベトナム労働党第一書記に就任。チュオン・チンは親中派で、毛沢東が国共内戦期に実施していた「土地革命」をモデルとした土地改革を実施した。しかし、インドシナ戦争後の行き過ぎた土地改革は農民層の反発を招き、1956年にその責任を問われて第一書記を更迭された。一時は中央委員まで降格させられたが、政治局員として復活。1958年、副首相に就任。1960年、国会常務委員会議長に選出される。
第一書記更迭後も、革命の貢献者としての位置は失わなかった。1969年のホー・チ・ミンの死去後は、レ・ズアン第一書記（のちベトナム共産党書記長）の路線への批判者として、原則的対応を続けた。ベトナム民主共和国によって南北ベトナムが統一され、1976年にベトナム社会主義共和国が建国されると、国会議長・新憲法起草委員会委員長となる。1981年、国家評議会議長に就任。
彼はベトナム共産党最高指導部内での教条主義者、左翼偏向論者、毛沢東主義者とみられてきた。しかし、経済が大恐慌に陥った1979 - 80年以降の人心の荒廃ぶりをみて以来考え方が変わってきたとされる。少なくとも第5期党中央委員会第8回総会以降の彼は中華人民共和国の改革開放のような経済改革の強力な推進論者であった。
1986年7月、レ・ズアンが死去したため、ベトナム共産党書記長を兼任。同年末の第6回党大会において、市場経済の原理を導入する流れを作りだした。この党大会を経て、ベトナム共産党書記長を引き継いだグエン・ヴァン・リンとともに、ベトナムはドイモイ（刷新）の時代へと入った。なお、チュオン・チンはこの党大会で書記長を退き、ファム・ヴァン・ドン、レ・ドゥク・トとともに党中央委員会顧問に就いた。1987年6月18日、国家評議会議長を退任。
1988年9月30日、階段から転落し81歳で急死した。同年10月2日から5日までバーディンホールにて国葬が行われ、ハノイカウゼイ区にあるマイジック墓地に埋葬された。

## 著書
- 『人民戦争は勝利する』1966年、ハノイ

## 家族
長男は、ダン・スアン・キ。改革派としてのチュオン・チンの活躍を支えた影の演出者は、実は息子のキであると言われていた。党中央委員、党付属研究機関「マルクス・レーニン主義ホーチミン思想研究所」所長。